# Rudy Casanova
Rudy Casanova (La Habana; 3 de noviembre de 1967 - Ciudad de México; 25 de diciembre de 2017) fue un actor cubano-mexicano.
Debutó como actor en el mundo de las series de televisión con Rencor apasionado en el año 1998. Como segundo trabajo relacionado con las series apareció en Soñadoras al lado de Alejandra Ávalos, Arturo Peniche y Aracely Arámbula.
Otras telenovelas en las que actuó son Mujer de madera, Alborada, Hasta que el dinero nos separe y Mañana es para siempre.
Murió a causa de una enfermedad respiratoria el 25 de diciembre de 2017, a la edad de 50 años.

## Telenovelas
- 2015: Amores con trampa, como Franklin Jackson Sánchez.[2]
- 2013: Libre para amarte.[5]
- 2011 - 2012: Dos hogares, como Don Fidel.[2]
- 2009 - 2010: Hasta que el dinero nos separe, como Tadeo.[2]
- 2008 - 2009: Mañana es para siempre, como Carpio.[2]
- 2007 - 2008: Tormenta en el paraíso, como El Brujo.[2]
- 2005 - 2006: Alborada, como Fermín.[2]
- 2004 - 2005: Mujer de madera, como Nelson Winter «El Combayo».[2]
- 2003: Mujer, casos de la vida real.[6]
- 2002 - 2003: Las vías del amor, como  Elmer Patiño «El negro».[7]
- 2001: Amigas y rivales, como Tony Corrales.[8]
- 2000: Mi destino eres tú.[9]
- 1998 - 1999: Soñadoras, como David «El Cubano».[2]
- 1998: Rencor apasionado, como Jerónimo.[2]
- 1996: Azul, como Doctor Lefebre.[8]